# Haliegh Dolman
Haliegh Dolman (Innisfail, 13 juni 1995) is een Nederlands baanwielrenster. Dolman was actief als piloote op de tandem bij het aangepast wielrennen. Ze nam deel aan de Paralympische Spelen in 2016 en won hierbij een zilveren medaille. In 2016 won Dolman samen met Larissa Klaassen de 1 km op het wereldkampioenschap para-cycling.

## Belangrijkste resultaten

### Baanwielrennen
2012
- Nederlandse kampioenschappen baanwielrennen, 500 m, Junioren

2013
- Nederlandse kampioenschappen baanwielrennen, Omnium

2015
- Nederlandse kampioenschappen baanwielrennen, Keirin

2015
- Nederlandse kampioenschappen baanwielrennen, teamsprint

### Aangepast wielrennen
2015
- Wereldkampioenschappen baanwielrennen, 1 km (samen met Larissa Klaassen)

2016
- Wereldkampioenschappen baanwielrennen, 1 km (samen met Larissa Klaassen)
- Wereldkampioenschappen baanwielrennen, sprint (samen met Larissa Klaassen)
- Paralympische Zomerspelen baanwielrennen, 1 km tijtrit (samen met Larissa Klaassen)